# Alfa Romeo 1900
Alfa Romeo 1900 är en personbil, tillverkad av den italienska biltillverkaren Alfa Romeo mellan 1950 och 1958. Bilen efterträddes av Alfa Romeo 2000.

## Bakgrund
1900:n var Alfas första efterkrigskonstruktion. Den blev på många sätt en nystart för företaget: första gången man tillverkade en bil i större serier, första bilen med självbärande kaross och första bilen med vänsterstyrning. Dittills hade alla fina italienska märken, som Alfa, Isotta Fraschini och Lancia haft ratten på höger sida. Bilen hade fyrväxlad växellåda med rattspak, individuell framhjulsupphängning med dubbla triangellänkar, samt stel bakaxel och skruvfjädrar runt om. 

## Motor
Under huven hittade man Alfas första fyrcylindriga motor på drygt tjugo år. Den hade många gemensamma drag med de sista mellankrigsmotorerna, med gjutjärnsblock och topp i aluminium med dubbla överliggande kamaxlar. 1953 borrades motorn upp till jämna två liter.
| Modell   | Cylindervolym | Förgasare    | Effekt   |
| -------- | ------------- | ------------ | -------- |
| 1900     | 1884 cm³      | Enkel Solex  | 80-90 hk |
| TI       | 1884 cm³      | Dubbla Solex | 100 hk   |
| Super    | 1975 cm³      | Enkel Solex  | 100 hk   |
| TI Super | 1975 cm³      | Dubbla Solex | 115 hk   |

## Berlina
Sedan-versionen Berlina tillverkades i 21 100 exemplar mellan 1950 och 1958. Från 1951 fanns även en TI-version med dubbla förgasare. Från 1953 ersattes de av tvålitersmodellerna Super respektive TI Super. Hjulbasen är 2,63 m.

## Sprint/Super Sprint
Carrozzeria Touring byggde en coupé-version av 1900:n, kallad ”femfönstercoupén”. Den var försedd med TI-motorn med dubbla förgasare. Den ersattes 1953 av Super Sprint med tvålitersmotor. Super Sprint hade femväxlad växellåda och kunde levereras med golvspak. 1956 fick bilen en ny, modernare kaross, kallad ”trefönstercoupén”. Touring byggde 949 st Sprint och 854 st Super Sprint mellan 1951 och 1958. Hjulbasen är 2,50 m.
Förutom Tourings halvofficiella coupé, byggdes ett litet antal specialare på det korta chassit av andra karossmakare, däribland Zagato. 
Se även:
- Alfa Romeo BAT

## Matta
Se vidare under huvudartikeln Alfa Romeo Matta.
Som statsägt företag fick Alfa Romeo uppdraget att ta fram ett fyrhjulsdrivet tjänstefordon åt polismakten och militären. Resultatet blev mycket likt samtida Jeep och Land Rover. Matta byggde på 1900-teknik, men motorn var nedtrimmad till 65 hk, för att bättre passa uppgiften. Totalt tillverkades 2 000 exemplar mellan 1952 och 1954.

## IKA Bergantin
Sedan produktionen av 1900 Berlina hade upphört i Milano, skickades pressverktygen över Atlanten till Argentina, där Industrias Kaiser Argentina (IKA) tillverkade vagnen under åren 1960 till 1962 under namnet IKA Bergantin. Motorn följde inte med i affären, utan IKA använde betydligt enklare Willys-motorer från sin Jeep-produktion.

## Bilder

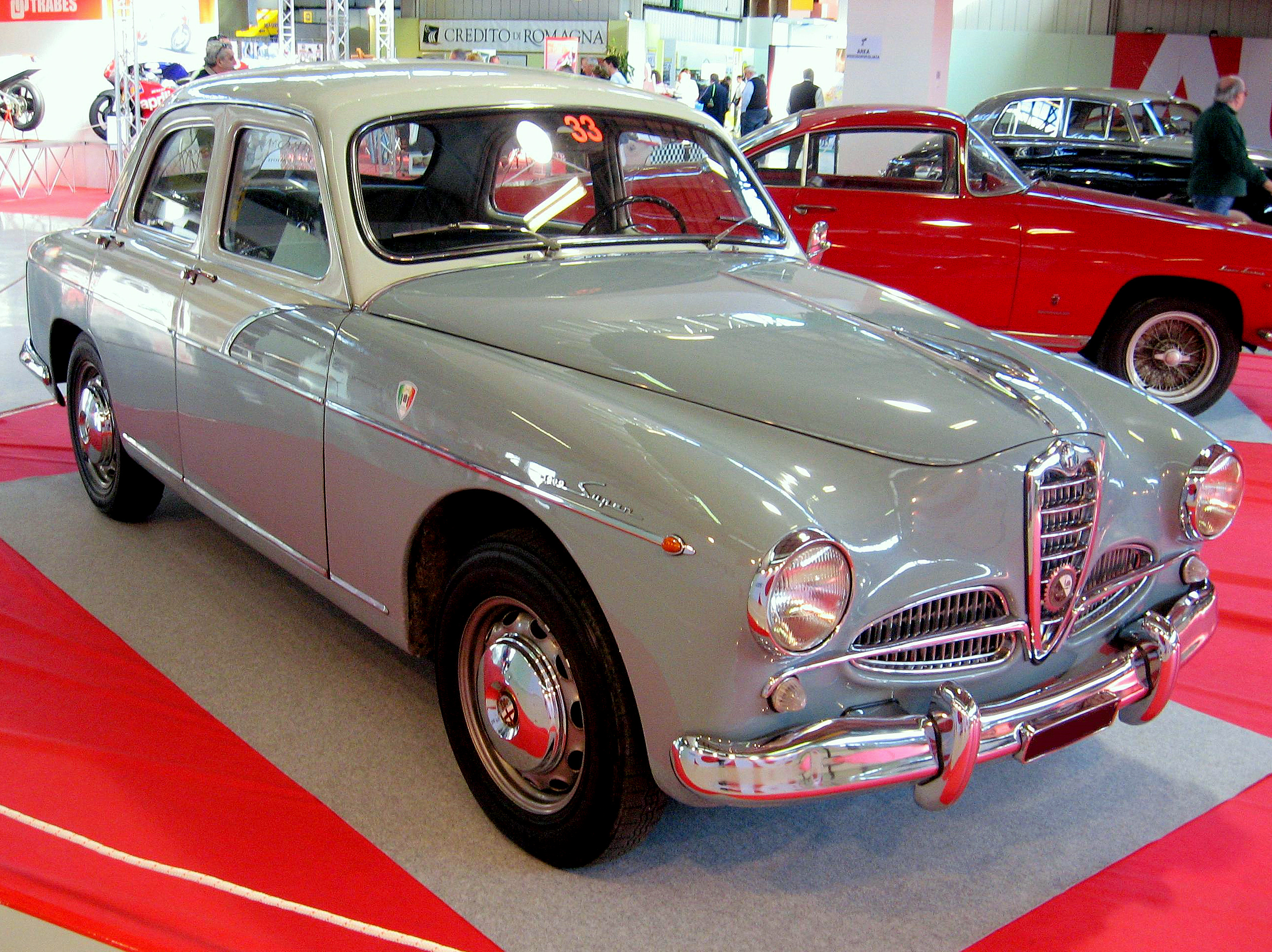
Super Berlina
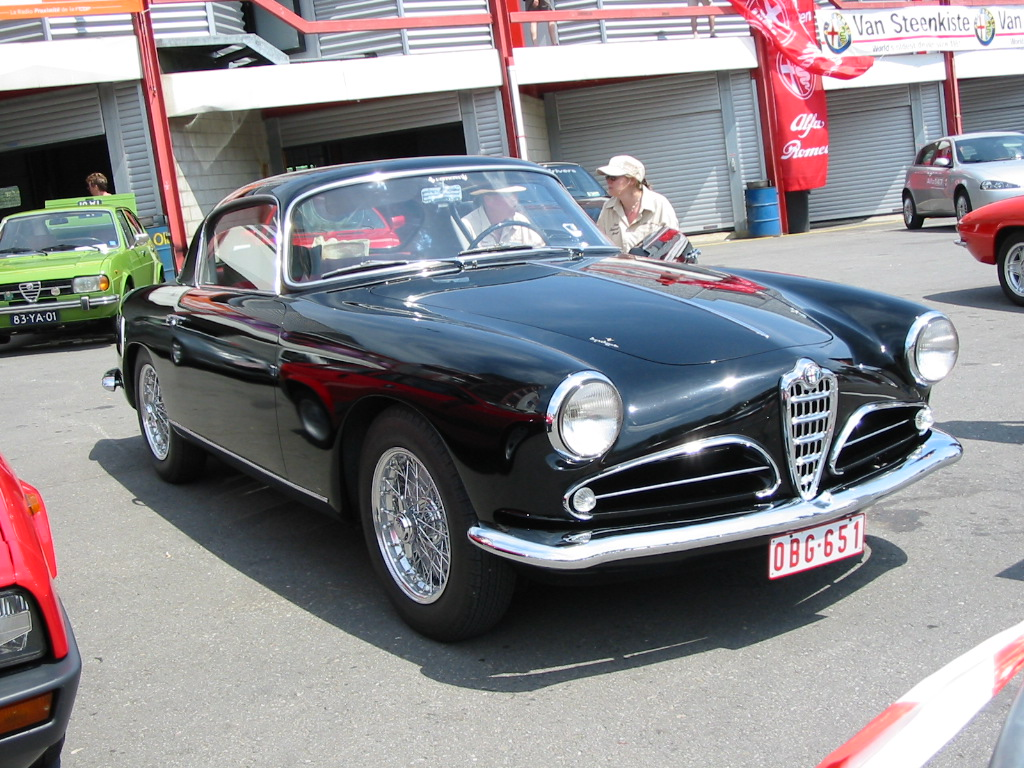
Super Sprint
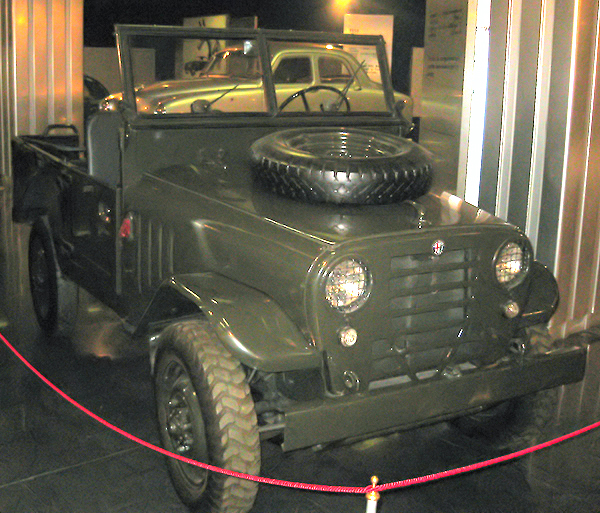
Matta